# British Academy Film Award/Bestes Originaldrehbuch
Der British Academy Film Award für das beste nicht auf bereits bestehendem Material basierenden Drehbuch wird seit 1984 verliehen, nachdem die seit 1968 verliehene frühere Kategorie „Bestes Drehbuch“ in „Adaptiertes Drehbuch“ und „Originaldrehbuch“ aufgeteilt worden war.
| Statistik                         | Name                | Anzahl | Jahr                                                       |
| Häufigste Auszeichnungen          | Woody Allen         | 4      | 1985, 1986, 1987, 1993                                     |
| Häufigste Nominierungen           | Woody Allen         | 10     | 1984, 1985, 1986, 1987, 1988, 1991, 1993, 1996, 2012, 2014 |
| Häufigste Nominierungen ohne Sieg | Joel und Ethan Coen | 6      | 1996, 2001, 2009, 2010, 2014, 2016                         |

## 1980er-Jahre
1984
Paul D. Zimmerman – King of Comedy (The King of Comedy)
Bill Forsyth – Local Hero
Timothy Harris, Herschel Weingrod – Die Glücksritter (Trading Places)
Woody Allen – Zelig
1985
Woody Allen – Broadway Danny Rose
Barbara Benedek, Lawrence Kasdan – Der große Frust (The Big Chill)
Bill Forsyth – Comfort and Joy
Alan Bennett – Magere Zeiten – Der Film mit dem Schwein (A Private Function)
1986
Woody Allen – The Purple Rose of Cairo
Robert Zemeckis, Bob Gale – Zurück in die Zukunft (Back to the Future)
Hanif Kureishi – Mein wunderbarer Waschsalon (My Beautiful Laundrette)
Earl W. Wallace – Der einzige Zeuge (Witness)
1987
Woody Allen – Hannah und ihre Schwestern (Hannah and Her Sisters)
John Cornell, Paul Hogan, Ken Shadie – Crocodile Dundee – Ein Krokodil zum Küssen (Crocodile Dundee) 
Robert Bolt – Mission (The Mission)
Neil Jordan, David Leland – Mona Lisa
1988
David Leland – Wish You Were Here – Ich wollte, du wärst hier (Wish You Were Here) 
John Boorman – Hope and Glory
David Leland – Personal Service (Personal Services)
Woody Allen – Radio Days
1989
Shawn Slovo – Zwei Welten (A World Apart)
Louis Malle – Auf Wiedersehen, Kinder (Au revoir, les enfants)
John Cleese – Ein Fisch namens Wanda (A Fish Called Wanda)
John Patrick Shanley – Mondsüchtig (Moonstruck)

## 1990er-Jahre
1990
Nora Ephron – Harry und Sally (When Harry Met Sally …)
Tom Schulman – Der Club der toten Dichter (Dead Poets Society)
Ronald Bass, Barry Morrow – Rain Man
Steven Soderbergh – Sex, Lügen und Video (Sex, Lies, and Videotape)
1991
Giuseppe Tornatore – Cinema Paradiso (Nuovo cinema Paradiso)
Bruce Joel Rubin – Ghost – Nachricht von Sam (Ghost)
J. F. Lawton – Pretty Woman
Woody Allen – Verbrechen und andere Kleinigkeiten (Crimes and Misdemeanors)
1992
Anthony Minghella – Wie verrückt und aus tiefstem Herzen (Truly, Madly, Deeply)
Richard LaGravenese – König der Fischer (The Fisher King)
Peter Weir – Green Card – Schein-Ehe mit Hindernissen (Green Card)
Callie Khouri – Thelma & Louise
1993
Woody Allen – Ehemänner und Ehefrauen (Husbands and Wives)
Neil Jordan – The Crying Game
David Webb Peoples – Erbarmungslos (Unforgiven)
Peter Chelsom, Adrian Dunbar – Hear My Song
1994
Harold Ramis, Danny Rubin – Und täglich grüßt das Murmeltier (Groundhog Day)
Jeff Maguire – In the Line of Fire – Die zweite Chance (In the Line of Fire)
Jane Campion – Das Piano (The Piano)
Jeff Arch, Nora Ephron, David S. Ward – Schlaflos in Seattle (Sleepless in Seattle)
1995
Quentin Tarantino, Roger Avary – Pulp Fiction
Stephan Elliott – Priscilla, Königin der Wüste (The Adventures of Priscilla, Queen of the Desert)
Richard Curtis – Vier Hochzeiten und ein Todesfall (Four Weddings and a Funeral)
Ron Nyswaner – Philadelphia
1996
Christopher McQuarrie – Die üblichen Verdächtigen (The Usual Suspects)
Woody Allen, Douglas McGrath – Bullets Over Broadway
P. J. Hogan – Muriels Hochzeit (Muriel’s Wedding)
Andrew Kevin Walker – Sieben (Se7en)
1997
Mike Leigh – Lügen und Geheimnisse (Secrets & Lies)
Joel und Ethan Coen – Fargo
Mark Herman – Brassed Off – Mit Pauken und Trompeten (Brassed Off)
Jan Sardi – Shine – Der Weg ins Licht (Shine)
John Sayles – Lone Star
1998
Gary Oldman – Nil by Mouth
Paul Thomas Anderson – Boogie Nights
Simon Beaufoy – Ganz oder gar nicht (The Full Monty)
Jeremy Brock – Ihre Majestät Mrs. Brown (Mrs. Brown)
1999
Andrew Niccol – Die Truman Show (The Truman Show)
Roberto Benigni, Vincenzo Cerami – Das Leben ist schön (La vita è bella)
Marc Norman, Tom Stoppard – Shakespeare in Love
Michael Hirst – Elizabeth

## 2000er-Jahre
2000
Charlie Kaufman – Being John Malkovich
Pedro Almodóvar – Alles über meine Mutter (Todo sobre mi madre)
Alan Ball – American Beauty
M. Night Shyamalan – The Sixth Sense
Mike Leigh – Topsy-Turvy
2001
Cameron Crowe – Almost Famous – Fast berühmt (Almost Famous)
Lee Hall – Billy Elliot – I Will Dance (Billy Elliot)
Susannah Grant – Erin Brockovich
David Franzoni, John Logan, William Nicholson – Gladiator
Joel und Ethan Coen – O Brother, Where Art Thou? - Eine Mississippi-Odyssee (O Brother, Where Art Thou?)
2002
Jean-Pierre Jeunet, Guillaume Laurant – Die fabelhafte Welt der Amélie (Le fabuleux destin d’Amélie Poulain)
Julian Fellowes – Gosford Park
Baz Luhrmann, Craig Pearce – Moulin Rouge (Moulin Rouge!)
Alejandro Amenábar – The Others
Wes Anderson, Owen Wilson – Die Royal Tenenbaums (The Royal Tennebaums)
2003
Pedro Almodóvar – Sprich mit ihr (Hable con ella)
Alfonso Cuarón, Carlos Cuarón – Y Tu Mamá También – Lust for Life (Y tu mamá también)
Steven Knight – Kleine schmutzige Tricks (Dirty Pretty Things)
Jay Cocks, Steven Zaillian, Kenneth Lonergan – Gangs of New York
Peter Mullan – Die unbarmherzigen Schwestern (The Magdalene Sisters)
2004
Tom McCarthy – Station Agent (The Station Agent)
Guillermo Arriaga – 21 Gramm (21 Grams)
Denys Arcand – Die Invasion der Barbaren (Les invasions barbares)
Bob Peterson, Andrew Stanton, David Reynolds – Findet Nemo (Finding Nemo)
Sofia Coppola – Lost in Translation
2005
Charlie Kaufman – Vergiss mein nicht! (Eternal Sunshine of the Spotless Mind)
John Logan – Aviator (The Aviator)
Stuart Beattie – Collateral
Mike Leigh – Vera Drake
James L. White – Ray
2006
Paul Haggis, Robert Moresco – L.A. Crash
Terry George, Keir Pearson – Hotel Ruanda (Hotel Rwanda)
George Clooney, Grant Heslov – Good Night, and Good Luck (Good Night, and Good Luck.)
Akiva Goldsman, Cliff Hollingsworth – Das Comeback (Cinderella Man)
Martin Sherman – Lady Henderson präsentiert (Mrs Henderson Presents)
2007
Michael Arndt – Little Miss Sunshine
Guillermo Arriaga – Babel
Guillermo del Toro – Pans Labyrinth (El laberinto del fauno)
Peter Morgan – Die Queen (The Queen)
Paul Greengrass – Flug 93 (United 93)
2008
Diablo Cody – Juno
Steven Zaillian – American Gangster
Tony Gilroy – Michael Clayton
Florian Henckel von Donnersmarck – Das Leben der Anderen
Shane Meadows – This Is England
2009
Martin McDonagh – Brügge sehen… und sterben? (In Bruges)
Joel und Ethan Coen – Burn After Reading – Wer verbrennt sich hier die Finger? (Burn After Reading)
Dustin Lance Black – Milk
J. Michael Straczynski – Der fremde Sohn (Changeling)
Philippe Claudel – So viele Jahre liebe ich dich (Il y a longtemps que je t’aime)

## 2010er-Jahre
2010
Mark Boal – Tödliches Kommando – The Hurt Locker
Quentin Tarantino – Inglourious Basterds
Joel und Ethan Coen – A Serious Man
Pete Docter, Bob Peterson – Oben (Up)
Josh Lucas, Scott Moore – Hangover (The Hangover)
2011
David Seidler – The King’s Speech
Mark Heyman, Andres Heinz, John McLaughlin – Black Swan
Christopher Nolan – Inception
Lisa Cholodenko, Stuart Blumberg – The Kids Are All Right
Scott Silver, Eric Johnson, Paul Tamasy – The Fighter
2012
Michel Hazanavicius – The Artist
Woody Allen – Midnight in Paris
Annie Mumolo, Kristen Wiig – Brautalarm (Bridesmaids)
John Michael McDonagh – The Guard – Ein Ire sieht schwarz (The Guard)
Abi Morgan – Die Eiserne Lady (The Iron Lady)
2013
Quentin Tarantino – Django Unchained
Michael Haneke – Liebe
Paul Thomas Anderson – The Master
Wes Anderson, Roman Coppola – Moonrise Kingdom
Mark Boal – Zero Dark Thirty
2014
David O. Russell, Eric Warren Singer – American Hustle
Woody Allen – Blue Jasmine
Alfonso Cuarón, Jonás Cuarón – Gravity
Ethan und Joel Coen – Inside Llewyn Davis
Bob Nelson – Nebraska
2015
Wes Anderson – Grand Budapest Hotel (The Grand Budapest Hotel)
Armando Bó junior, Alexander Dinelaris, Jr. Nicolás Giacobone, Alejandro González Iñárritu – Birdman oder (Die unverhoffte Macht der Ahnungslosigkeit) (Birdman or (The Unexpected Virtue of Ignorance))
Damien Chazelle – Whiplash
Dan Gilroy – Nightcrawler – Jede Nacht hat ihren Preis (Nightcrawler)
Richard Linklater – Boyhood
2016
Tom McCarthy, Josh Singer – Spotlight
Matt Charman, Ethan Coen, Joel Coen – Bridge of Spies – Der Unterhändler (Bridge of Spies)
Pete Docter, Josh Cooley, Meg LeFauve – Alles steht Kopf (Inside Out)
Alex Garland – Ex Machina
Quentin Tarantino – The Hateful Eight
2017
Kenneth Lonergan – Manchester by the Sea
Damien Chazelle – La La Land
Barry Jenkins – Moonlight
Paul Laverty – Ich, Daniel Blake (I, Daniel Blake)
Taylor Sheridan – Hell or High Water
2018
Martin McDonagh – Three Billboards Outside Ebbing, Missouri
Jordan Peele – Get Out
Steven Rogers – I, Tonya
Greta Gerwig – Lady Bird
Guillermo del Toro, Vanessa Taylor – Shape of Water – Das Flüstern des Wassers (The Shape of Water)
2019
Deborah Davis, Tony McNamara – The Favourite – Intrigen und Irrsinn (The Favourite)
Janusz Głowacki, Paweł Pawlikowski – Cold War – Der Breitengrad der Liebe (Zimna wojna)
Brian Currie, Peter Farrelly, Nick Vallelonga – Green Book – Eine besondere Freundschaft (Green Book)
Alfonso Cuarón – Roma
Adam McKay – Vice – Der zweite Mann (Vice)

## 2020er-Jahre
2020
Han Jin Won, Bong Joon-Ho – Parasite
- Noah Baumbach – Marriage Story
- Susanna Fogel, Emily Halpern, Sarah Haskins, Katie Silberman – Booksmart
- Rian Johnson – Knives Out – Mord ist Familiensache
- Quentin Tarantino – Once Upon a Time in Hollywood

2021
Emerald Fennell – Promising Young Woman
- Jack Fincher – Mank
- Theresa Ikoko, Claire Wilson – Rocks
- Tobias Lindholm, Thomas Vinterberg – Der Rausch (Druk)
- Aaron Sorkin – The Trial of the Chicago 7

2022
Paul Thomas Anderson – Licorice Pizza
- Zach Baylin – King Richard
- Kenneth Branagh – Belfast
- Adam McKay – Don’t Look Up
- Aaron Sorkin – Being the Ricardos

2023
Martin McDonagh – The Banshees of Inisherin
- Todd Field – Tár
- Tony Kushner, Steven Spielberg – Die Fabelmans (The Fabelmans)
- Daniel Kwan, Daniel Scheinert – Everything Everywhere All at Once
- Ruben Östlund – Triangle of Sadness

2024
Justine Triet und Arthur Harari – Anatomie eines Falls (Anatomie d’une chute)
- Bradley Cooper und Josh Singer – Maestro
- Greta Gerwig und Noah Baumbach – Barbie
- David Hemingson – The Holdovers
- Celine Song – Past Lives – In einem anderen Leben (Past Lives)

2025
Jesse Eisenberg – A Real Pain
- Sean Baker – Anora
- Brady Corbet und Mona Fastvold – Der Brutalist (The Brutalist)
- Coralie Fargeat – The Substance
- Rich Peppiatt – Kneecap